# Alléägglav
Alléägglav (Candelariella reflexa) är en lavart som först beskrevs av William Nylander och som fick sitt nu gällande namn av Georg Lettau. 
Alléägglav ingår i släktet Candelariella och familjen Candelariaceae.  Arten är reproducerande i Sverige. Inga underarter finns listade i Catalogue of Life.

## Externa länkar

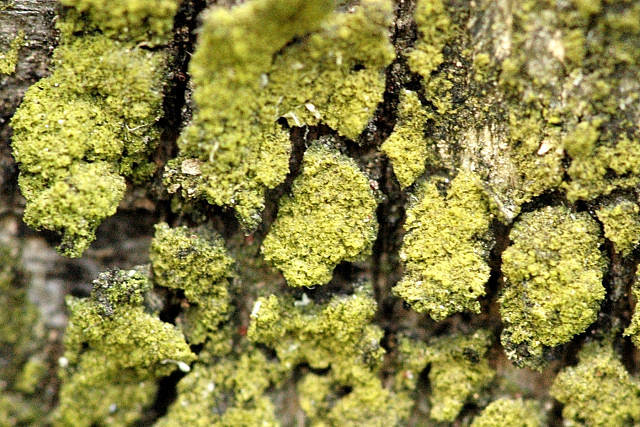
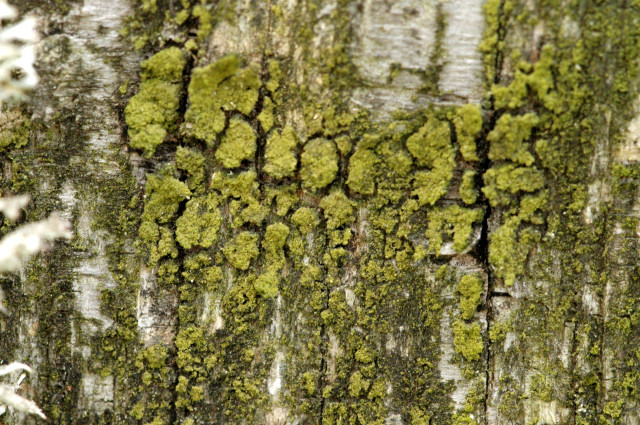